# Ropalidia amabala

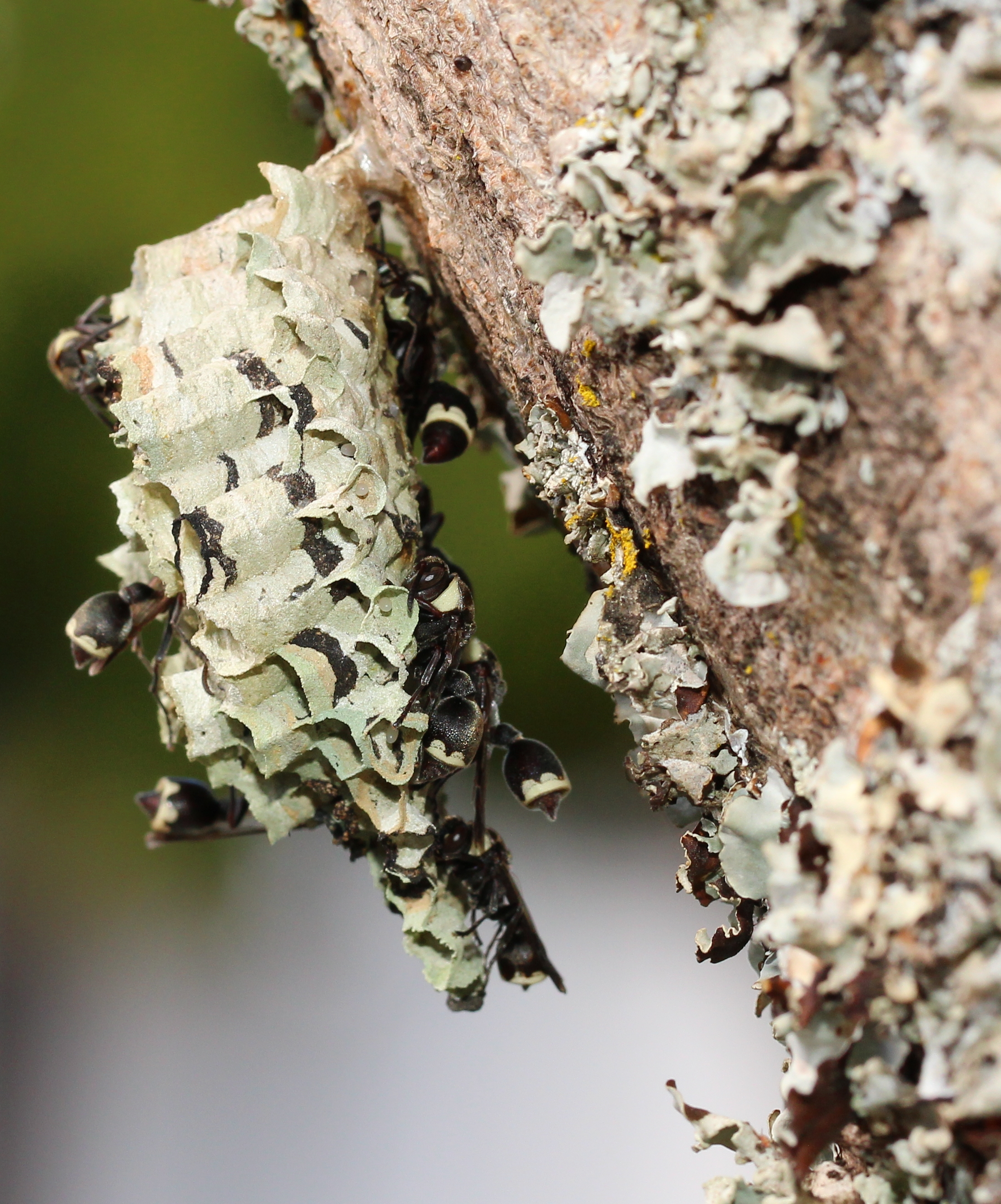
Гнездо Ropalidia amabala

Ropalidia amabala (лат.) — вид ос-полистин рода Ropalidia (Polistinae). Южная Африка. R. amabala был впервые описан в 2022 году на основе целенаправленного поиска таксона, который ранее был замечен на интернет-платформе гражданской науки iNaturalist. В отличие от других материковых африканских видов Ropalidia, этот вид строит гнёзда прямо на стволах деревьев.

## Этимология
Видовое название R. amabala происходит от зулусского слова amabala, означающего «пятна», и относится к шести пятнам, объединённым с задней полосой на тергите T2 и стерните S2, характерным для этого вида.

## Описание
Длина крыла самки 8,6—9,7 мм (у самца 8,2—9,3 мм). Цвет самки тёмно-коричневый с красноватым оттенком. Наличник самки с нижними двумя третями землистого цвета, апикальная треть беловато-жёлтая; иногда есть беловато-жёлтые отметины (у самца большая часть лица жёлтая). Межусиковая область иногда с беловато-жёлтым пятном, обычно без каких-либо отметин. Мандибулы с желтоватым передне-базальным пятном, щека и виски коричнево-рыжеватые. Антеннальный скапус черноватый дорсально, с коричневой нижней стороной. Остальные членики жгутика дорсально чёрные, изредка коричневатые вентрально. Переднеспинка в основном беловато-жёлтая. Мезосома землистого цвета, задние края щитика и метанотума коричневатые. Проподеум и остальная часть мезосомы землистого цвета (изредка небольшое желтоватое пятно на вершине тазика I. Голени коричневатые, светлее бедра. Метасома базально окрашена в тёмно-коричневый цвет (более дистальные сегменты могут быть коричневатыми). Тергит Т1 без отметин, Т2 с толстой задней полосой и шестью слившимися полукруглыми пятнами; пятна расположены неравномерно, одно дорсально, одно вентрально и по два с каждой стороны. Ламелла Т2 желтоватая, сравнительно более короткая. Вид Ropalidia amabala был впервые описан в 2022 году на основе целенаправленного поиска таксона, который ранее был замечен на интернет-платформе гражданской науки iNaturalist. В отличие от других материковых африканских видов Ropalidia, этот вид строит гнёзда прямо на стволах деревьев.

## Распространение
Южная Африка. Этот вид распространён в Восточной Капской провинции и Квазулу-Натал в Южной Африке (ЮАР).

## Гнёзда
Гнездо Ropalidia amabala имеют открытую структуру и располагает их на стволах деревьях, особенно на представителях рода Брахихитон (Brachychiton). Материалом для строительства гнезда служит близлежащий лишайник, который придаёт гнезду сероватый цвет и прекрасно вписывает его в окружающую местность. Считается, что большая часть архитектуры гнёзд социальных ос возникла как контрмера против хищничества муравьёв. Однако считается, что визуальное сокрытие гнезда отражает селективное давление со стороны хищников, ориентирующихся на зрение, которые чаще всего являются позвоночными. На Мадагаскаре есть несколько видов, которые строят визуально скрытые гнёзда прямо на трёх стволах (например, R. saussurei Kojima, или R. minor de Saussure), но филогенетическое сравнение позволяет предположить, что гнездовые повадки у R. amabala развивались независимо. Кроме того, черноватый цвет основания и беловатые отметины на теле обеспечивают ещё один элемент визуальной маскировки, в отличие от более ярких видов Ropalidia, которые можно встретить на восточном побережье Африки.